# Marianina rosea
Marianina rosea (Pruvot-Fol, 1930) è un mollusco nudibranchio della famiglia Tritoniidae.